# Canton de Saint-Laurent-de-la-Salanque
Le canton de Saint-Laurent-de-la-Salanque est une ancienne division administrative française, située dans le département des Pyrénées-Orientales et la région Languedoc-Roussillon.

## Composition
Le canton de Saint-Laurent-de-la-Salanque groupe 5 communes :
| Nom                                      | Code Insee | Intercommunalité                    | Superficie (km2) | Population (dernière pop. légale) | Densité (hab./km2) |
| ---------------------------------------- | ---------- | ----------------------------------- | ---------------- | --------------------------------- | ------------------ |
| Saint-Laurent-de-la-Salanque (chef-lieu) | 66180      | CU Perpignan Méditerranée Métropole | 12,39            | 10 269 (2014)                     | 829                |
| Le Barcarès                              | 66017      | CU Perpignan Méditerranée Métropole | 11,65            | 4 717 (2014)                      | 405                |
| Claira                                   | 66050      | CC Corbières Salanque Méditerranée  | 19,34            | 3 983 (2014)                      | 206                |
| Torreilles                               | 66212      | CU Perpignan Méditerranée Métropole | 17,14            | 3 643 (2014)                      | 213                |
| Saint-Hippolyte                          | 66176      | CU Perpignan Méditerranée Métropole | 14,65            | 2 872 (2014)                      | 196                |

## Histoire
Le canton de Saint-Laurent-de-la Salanque est créé en 1790, puis supprimé le 24 prairial an VII (12 juin 1799). Il comprend alors les communes de Saint-Laurent-de-la-Salanque, Pia, Saint-Hippolyte, Claira et Torreilles.
Il est de nouveau créé le 7 mars 1935. Il comprend alors les communes de Saint-Laurent-de-la-Salanque, Le Barcarès, Saint-Hippolyte, Claira et Torreilles.
Le décret no 85-149 du 31 janvier 1985 a créé un nouveau canton de Saint-Laurent-de-la-Salanque, proche de sa configuration actuelle. Les communes de Sainte-Marie et Villelongue-de-la-Salanque en ont été détachées par décret du 21 février 1997 qui les a rattachées au nouveau canton de Canet-en-Roussillon.

## Représentation

### Conseillers généraux de 1935 à 2015
| Période | Période          | Identité               | Étiquette        | Qualité |
| ------- | ---------------- | ---------------------- | ---------------- | --- |
| 1935    | 1937             | Henri Abbadie          | SFIO             | conseiller municipal de Perpignan                                                                                        |
| 1937    | 1940             | Laurent Vidal-Barragué | Union socialiste | Capitaine au long cours Maire de Saint-Laurent-de-la-Salanque                                                            |
|         |                  |                        |                  | |
| 1945    | 1949             | Jean Payri (1900-1973) | SFIO             | Médecin à Saint-Laurent-de-la-Salanque                                                                                   |
| 1949    | 1955             | Jean Artès             | Rad.             | Médecin à Saint-Laurent-de-la-Salanque                                                                                   |
| 1955    | 1973             | Amédée Cadène          | DVG              | Médecin, maire de Saint-Laurent-de-la-Salanque (1953-1983)                                                               |
| 1973    | 2004             | René Marquès           | DVG puis UDF-AD  | Médecin, sénateur (1992-2001) maire de Saint-Laurent-de-la-Salanque (1983-2001) président du conseil général (1987-1998) |
| 2004    | 2010 (démission) | Fernand Siré           | DVD puis UMP     | Médecin retraité, maire de Saint-Laurent-de-la-Salanque (2001-2014) Député (2010-2017)                                   |
| 2010    | 2011             | Alain Got              | DVD              | adjoint au maire de Saint-Laurent-de-la-Salanque                                                                         |
| 2011    | 2015             | Joseph Puig            | MoDem            | Vigneron, maire de Claira                                                                                                |

### Conseillers d'arrondissement (de 1935 à 1940)
| Période                                  | Période | Identité                         | Étiquette | Qualité |
| ---------------------------------------- | ------- | -------------------------------- | --------- | --- |
| 1935                                     | 1940    | Urbain Paret-Escudié (1898-1944) | SFIO      | Ouvrier agricole puis comptable et agent d’assurances, adjoint au maire de Saint-Laurent-de-la-Salanque Résistant, abattu par les Allemands le 7 août 1944 à Belvis (Aude) |
| 1940                                     |         |                                  |           | Les conseils d'arrondissement ont été suspendus par la loi du 12 octobre 1940 et n'ont jamais été réactivés                                                                |
| Les données manquantes sont à compléter. |         |                                  |           | |

## Démographie
| 1962  | 1968  | 1975  | 1982   | 1990   | 1999   | 2006   | 2011   | 2012   |
| ----- | ----- | ----- | ------ | ------ | ------ | ------ | ------ | ------ |
| 8 166 | 8 916 | 8 826 | 10 676 | 15 116 | 17 992 | 21 132 | 22 654 | 23 314 |